# Viktor Ciplakov
Viktor Ciplakov, ruski hokejist, * 9. december 1937, Moskva, Rusija.
Ciplakov je v sovjetski ligi igral celotno kariero za klub Lokomotiv Moskva, skupno kar na 530-ih prvenstvenih tekmah. na katerih je dosegel 263 golov. Za sovjetsko reprezentanco je nastopil na enem svetovnem prvenstvu, na katerem je osvojil bronasto medaljo. Za reprezentanco je nastopil na enajstih tekmah.

## Pregled kariere
Odebeljeno - reprezentančni nastopi, glej tudi Statistika pri hokeju na ledu.
| Moštvo          | Liga                 | Sezona |    | Redni del | Redni del | Redni del | Redni del | Redni del | Redni del |   | Končnica | Končnica | Končnica | Končnica | Končnica | Končnica |
| --------------- | -------------------- | ------ | -- | --------- | --------- | --------- | --------- | --------- | --------- | - | -------- | -------- | -------- | -------- | -------- | -------- |
| Moštvo          | Liga                 | Sezona | OT | G         | P         | T         | +/-       | KM        | OT        | G | P        | T        | +/-      | KM       |          |          |
| Sovjetska zveza | Svetovno prvenstvo A | 61     |    | 5         | 1         | 0         | 1         |           | 4         |   |          |          |          |          |          |          |
| Skupaj          |                      |        |    | 5         | 1         | 0         | 1         |           | 4         |   |          |          |          |          |          |          |